# Erigone koratensis
Erigone koratensis är en spindelart som beskrevs av Embrik Strand 1918. Erigone koratensis ingår i släktet Erigone och familjen täckvävarspindlar. Inga underarter finns listade i Catalogue of Life.